# Riverbank State Park
Le Riverbank State Park est un parc aménagé sur les rives du fleuve Hudson à l'ouest de l'arrondissement de Manhattan, à New York. Il comprend une piscine de taille olympique, une patinoire, un centre culturel de 800 places, un complexe sportif pour 2 500 personnes et un restaurant. Il se situe sur West Side Highway entre les 137e et 145e Rues. Il s'agit du seul parc d'État (State Park) de Manhattan. Il attire chaque année 2,5 millions de visiteurs
Il est construit au-dessus de l'usine de retraitement des eaux usées North River Wastewater Treatment Plant, qui renouvelle 500 000 m³ d'eau par jour par temps sec et est prévue pour pouvoir recycler jusqu'à 1 300 000 m³ par temps humide. Elle fut construite en deux étapes, entre 1986 et 1991.

Depuis la promenade située sur la rive de l'Hudson, le parc offre un panorama qui s'étend de Lower Manhattan au New Jersey. Il offre également à ses jeunes visiteurs un carrousel, œuvre coopérative de l'artiste new-yorkais Milo Mottola et des enfants du quartier qui dessinèrent les animaux du manège.

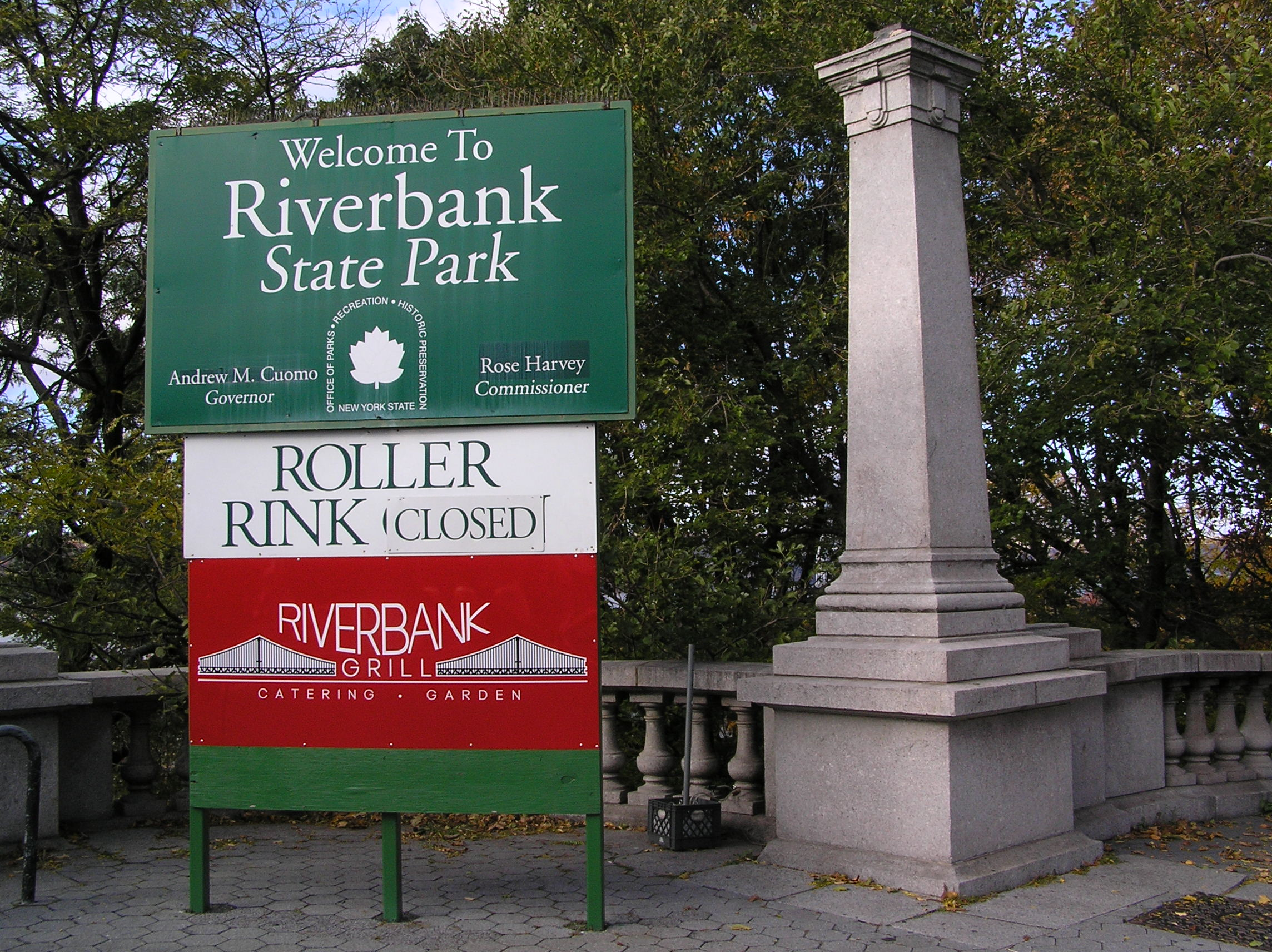
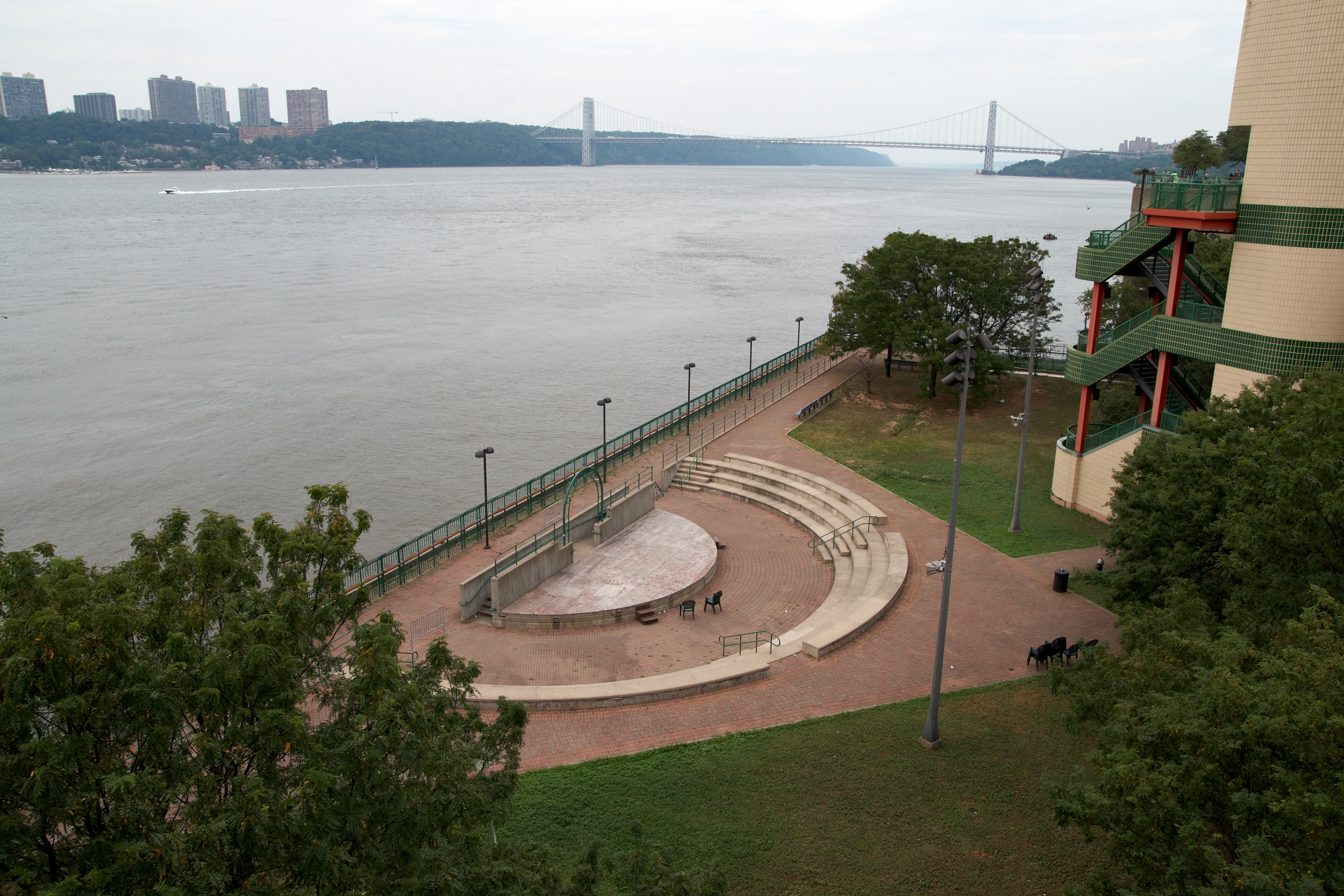
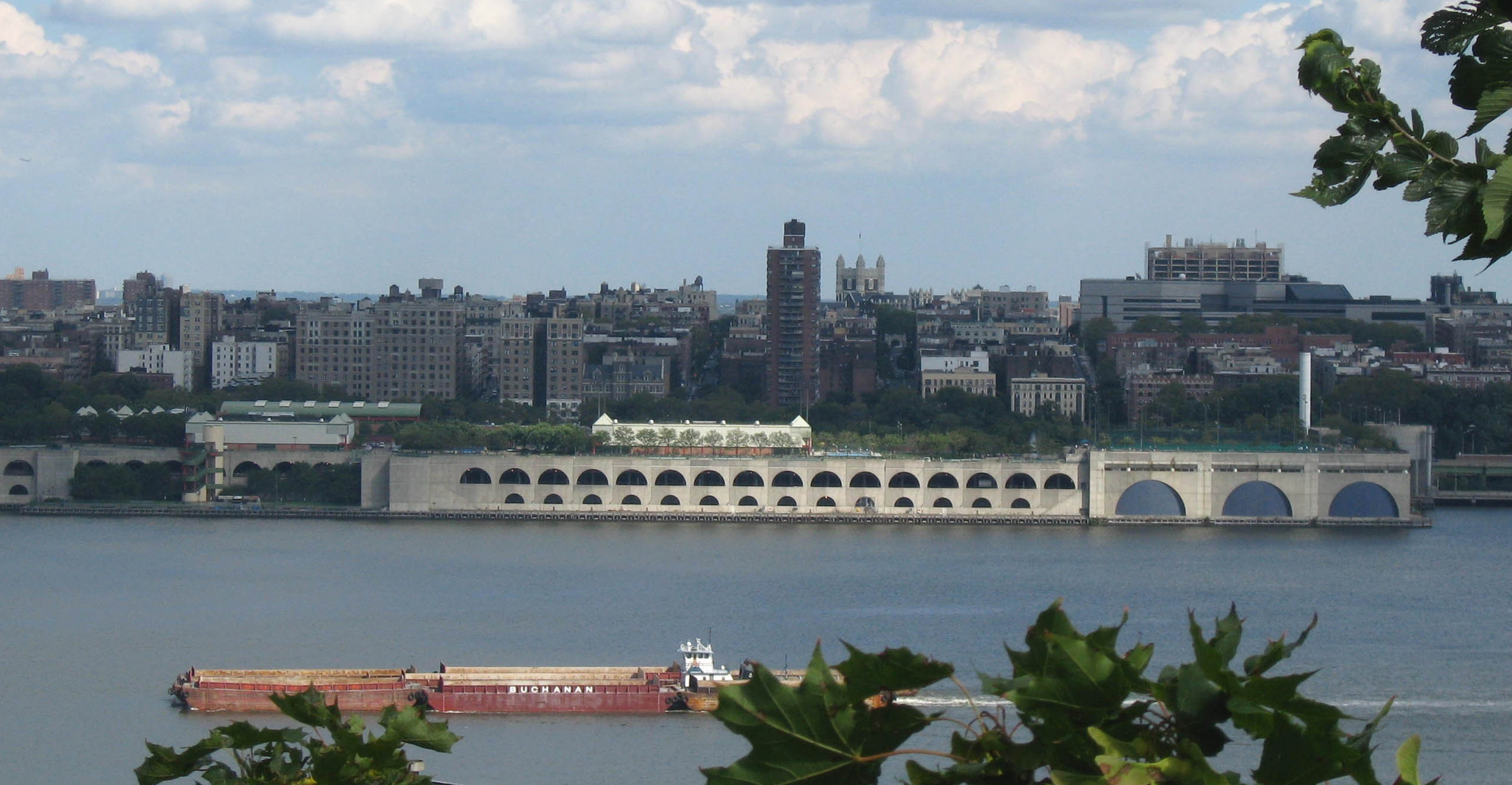
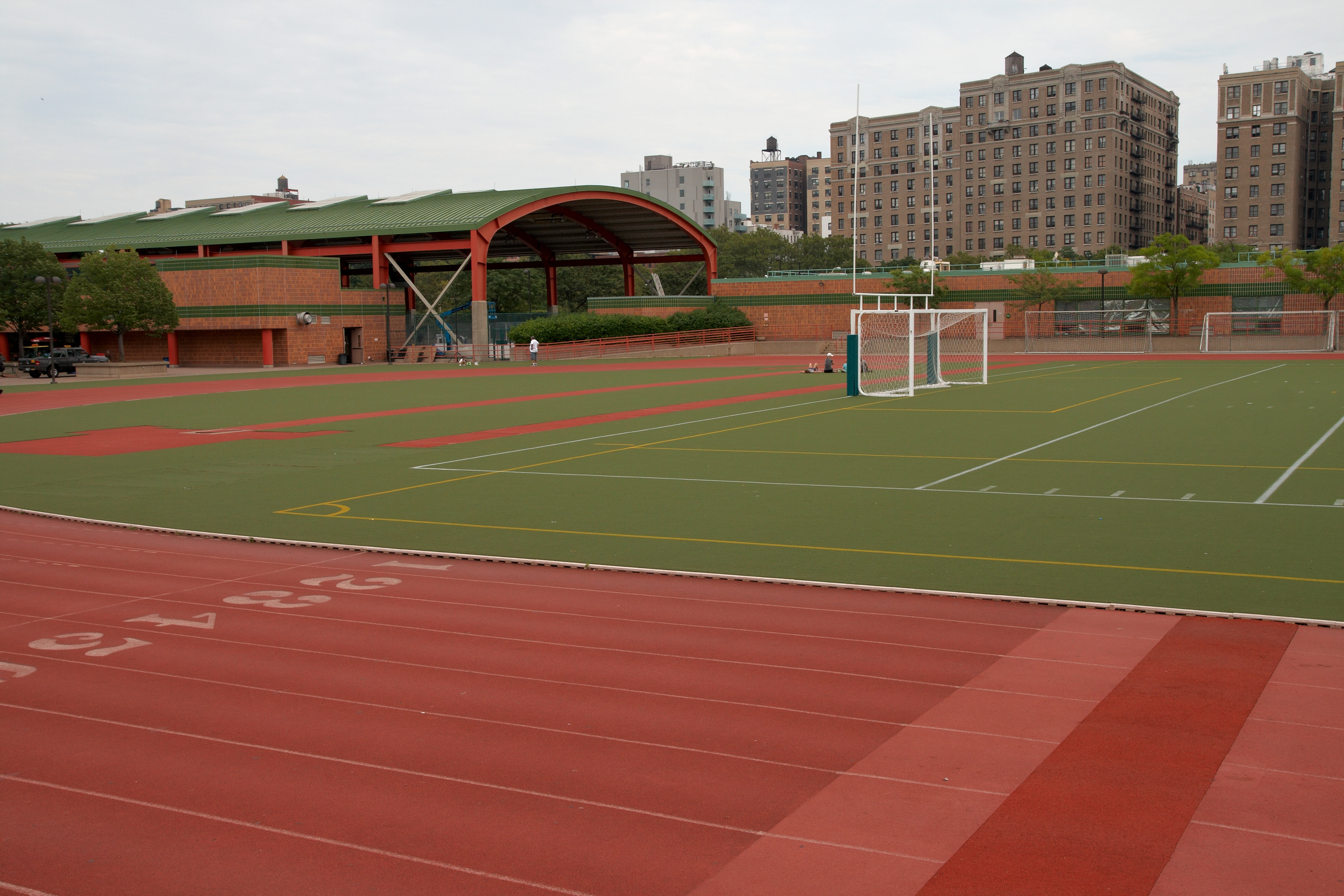